# Valeria Moriconi
Valeria Moriconi (15 de noviembre de 1931 – 15 de junio de 2005) fue una actriz teatral, cinematográfica y televisiva de nacionalidad italiana.

## Biografía
Su verdadero nombre era Valeria Maria Abbruzzetti, y nació en Iesi, Italia. Asumió el nombre de Valeria Moriconi tras su precoz y breve matrimonio con el pintor Aldo Moriconi (1923-1973). 
Aunque se inició temprano en el teatro, el éxito no le llegó hasta dedicarse al cine. Trabajó en La spiaggia y Miseria e nobiltà en 1954, y en I giorni più belli en 1956. En 1957 volvió al teatro protagonizando en 1964 para Eduardo De Filippo la comedia Chi è cchiù felice 'e me!. Uno de sus mayores éxitos teatrales llegó con La locandiera, de Carlo Goldoni, y con dirección de Franco Enriquez.
No dejó el cine, sin embargo. Así, actuó en Un giorno da leoni (1961), Le soldatesse (1965, film que le valió el premio Grolla d'oro), Per amore di Cesarina (1976), Improvviso (1979) y La fine è nota (1993). En el campo teatral progresivamente reforzó su vena popular, con papeles de primera actriz durante su asidua colaboración con Glauco Mauri y con el director, y su compañero sentimental, Franco Enriquez en la "Compagnia dei Quattro", actuando más adelante para el Teatro Stabile de Turín y el Teatro Argentina de Roma.
En 1981 fue la aplaudida intérprete de Turandot, de Carlo Gozzi, con puesta en escena de Giancarlo Cobelli, con el cual fue también protagonista en 1988 de Antonio y Cleopatra, de William Shakespeare. En 1984 actuó, dirigida por Luca Ronconi, en Le due commedie in commedia, de Giovan Battista Andreini, y en La Venexiana, con Gianfranco Jannuzzo y dirección de Maurizio Scaparro). Fue Filumena Marturano, de Eduardo De Filippo, en 1986, y en 1991 protagonizó La nostra anima, de Alberto Savinio, obra presentada en el Festival de los Dos Mundos, en Spoleto. Hizo el monólogo Emma B. vedova Giocasta en 1992, y representado en 1994 en China. También en 1992, actuó en Trovarsi, de Luigi Pirandello, con dirección de Giuseppe Patroni Griffi, y en 1995 trabajó en Broken Glass, de Arthur Miller.
Particularmente notable fue su interpretación en Medea, de Eurípides, en el Teatro Griego de Siracusa en 1972, bajo dirección de Franco Enriquez y de Mario Missiroli en 1996. Volvió a la escena en 2002 interpretando Gin Game, de Donald Lee Coburn, e inauguró en su ciudad natal el Centro studi ed attività teatrali Valeria Moriconi. En 2003 actuó en Questa sera si recita a soggetto, de Pirandello, con dirección de Massimo Castri. 
Valeria Moriconi falleció en Iesi, Italia, en 2005, a causa de un cáncer óseo. Tenía 74 años de edad. Fue enterrada en el Cementerio de Iesi.
Moriconi dejó a su primer marido cuando conoció al director Franco Enriquez. Tras fallecer Enriquez, ella mantuvo una relación con Vittorio Spiga, un periodista de Bolonia, que estuvo a su lado en el momento de su muerte.
El Presidente de la República Italiana Oscar Luigi Scalfaro, la nombró Gran Maestra de la República. En 1999 había recibido el Premio Renato Simoni.

## Teatro
- Vita di Edoardo II d'Inghilterra, de Bertolt Brecht, dirección de Franco Enriquez (1963-1964)

## Filmografía

### Cine
- Un turco napoletano, de Mario Mattòli (1953)
- Non è mai troppo tardi, de Filippo Walter Ratti (1953)
- Terza liceo, de Luciano Emmer (1953)
- L'amore in città, episodio Gli italiani si voltano, de Alberto Lattuada (1953)
- L'eterna femmina, de Marc Allégret (1954)
- Il barcaiolo di Amalfi, de Mino Roli (1954)
- L'amante di Paride, de Marc Allégret y Edgar G. Ulmer (1954)
- La spiaggia, de Alberto Lattuada (1954)
- Miseria e nobiltà, de Mario Mattòli (1954)
- Napoli è sempre Napoli, de Armando Fizzarotti (1954)
- Gli innamorati, de Mauro Bolognini (1955)
- Una voce, una chitarra, un po' di luna, de Giacomo Gentilomo (1956)
- Totò lascia o raddoppia?, de Camillo Mastrocinque (1956)
- Guardia, guardia scelta, brigadiere e maresciallo, de Mauro Bolognini (1956)
- I giorni più belli, de Mario Mattòli (1956)
- La meilleure part, de Yves Allégret (1956)
- I dritti, de Mario Amendola (1957)
- L'amore nasce a Roma, de Mario Amendola (1958)
- Las aeroguapas, de Eduardo Manzanos Brochero (1958)
- La rivolta dei gladiatori, de Vittorio Cottafavi (1958)
- Il terrore dell'Oklahoma, de Mario Amendola (1959)
- I ragazzi dei Parioli, de Sergio Corbucci (1959)
- Le cameriere, de Carlo Ludovico Bragaglia (1959)
- Lui, lei e il nonno, de Anton Giulio Majano (1961)
- Un giorno da leoni, de Nanni Loy (1961)
- A cavallo della tigre, de Luigi Comencini (1961)
- Ultimatum alla vita, de Renato Polselli (1962)
- Le soldatesse, de Valerio Zurlini (1965)
- Una macchia rosa, de Enzo Muzii (1970)
- Il Saprofita, de Sergio Nasca (1974)
- Calamo, de Massimo Pirri (1975)
- Quelle strane occasioni, episodio Italian Superman, de Anónimo (Nanni Loy) (1976)
- Per amore di Cesarina, de Vittorio Sindoni (1976)
- Che notte quella notte!, de Ghigo De Chiara (1976)
- Improvviso, de Edith Bruck (1979)
- La fine è nota, de Cristina Comencini (1993)
- La forza del passato, de Piergiorgio Gay (2002)

### Televisión
- Romeo Bar, de Guglielmo Giannini, dirección de Anton Giulio Majano (1958)
- I grandi camaleonti (1964), de Edmo Fenoglio
- Chi è cchiu' felice 'e me!, de Eduardo De Filippo (1964)
- Resurrezione (1965), de Franco Enriquez
- La locandiera (1966), de Franco Enriquez
- L'Ippocampo, de Sergio Pugliese, dirección de Franco Enriquez (1966)
- Il Mulino del Po (1971), de Sandro Bolchi
- La miliardaria, de George Bernard Shaw, dirección de Giuliana Berlinguer (1972)
- Macbeth (1975), de Franco Enriquez
- Alle origini della mafia (1976), de Enzo Muzii - episodio La speranza
- Viaggio a Goldonia (1982), de Ugo Gregoretti
- Chéri (1988), de Enzo Muzii

## Doblaje
A lo largo de su carrera, Moriconi dio voz a las siguientes actrices: Ellen Burstyn, Jennifer O'Neill, Anna Prucnal, Geraldine Chaplin, Helen Mirren, Jane Lapotaire y Kathy Bates.